# Harlem Globetrotters
Los Harlem Globetrotters (en español, Trotamundos de Harlem) son un equipo de baloncesto de exhibición de los Estados Unidos. Combina el deporte con el entretenimiento y la comedia en cada uno de sus partidos. Desde su fundación en 1926 han jugado más de 26 000 partidos en 124 países y territorios, enfrentando mayormente a rivales ineficientes cuyo objetivo es permitir que el equipo se luzca.

## Historia

### Orígenes
Los Harlem Gobetrotters fueron creados oficialmente en 1929 por Abe Saperstein. Sin embargo su origen se remonta al verano de 1926 cuando un grupo de egresados de la Wendell Phillips High School -una escuela para negros de la zona sur de Chicago- conformaron un equipo de baloncesto en el Giles Post, la sección chicaguense de la Legión Estadounidense. A fines de 1927 el entrenador de esos jóvenes, Dick Hudson, contactó a los propietarios del Savoy Ballroom con la propuesta de que sus jugadores constituyesen la base de un equipo que formase parte de los espectáculos que el salón de baile ofrecía al público: de ese modo nacieron los Savoy Big Five. Unos meses después, empero, la mayoría de los integrantes de ese equipo -encabezados por Tommy Brookins- se alejaron del Savoy Ballroom debido a un conflicto salarial irresoluble, por lo que decidieron organizar en su lugar a su propio equipo, al cual denominarían como Globe Trotters. Saperstein pasó a desempeñarse como mánager de esta nueva escuadra en marzo de 1929, cambiándole el nombre por el de New York Harlem Globe Trotters, debido a que el Harlem era considerado para la época como el epicentro de la cultura afroestadounidense, lo que funcionaba como truco publicitario para volver al equipo más atractivo en sus giras por el Medio Oeste. 

### Era Saperstein: 1929-1967
Durante sus primeras dos décadas de existencia, los Globetrotters se convirtieron en uno de los mejores equipos de baloncesto de los Estados Unidos. Ello se debió a que la organización de Saperstein concentraba entre sus filas a los jugadores afroestadounidenses más talentosos que habitaban en el país, ya que, a causa de la segregación racial que practicaba la sociedad de la época, los deportistas negros contaban con escasas oportunidades para actuar profesionalmente, siendo los Globetrotters una de los pocas propuestas a las que tenían acceso. En ese sentido rivalizaron contra los New York Rens, equipo que también reclutaba a talentos de ascendencia africana.
Dada la superioridad que manifestaban ante la mayoría de sus rivales, en muchos partidos -cuando la diferencia en el marcador se convertía en irremontable- los jugadores se dedicaban a pasarse el balón empleando diversas técnicas y lanzaban al aro desde posiciones difíciles, lo que deleitaba al público. Esa manera de jugar se consolidaría como el estilo propio del equipo, lo que los volvería muy populares. Asimismo, durante esos minutos de relleno, los Globetrotters comenzaron a realizar gestos humorísticos como imitar a jugadores de béisbol o fútbol americano, o incluso jugar a las tabas, lo que envolvería al equipo en un espíritu cómico.
Otro aspecto que contribuyó a incrementar su fama fue la inclusión de un espectáculo de medio tiempo en sus presentaciones, algo que también sirvió para difundir el talento de diversos artistas y deportistas estadounidenses (el caso más famoso fue el de Harold «Bunny» Levitt, un amigo de Saperstein que dominaba la técnica para encestar tiros libres y que organizaba concursos contra gente del público).
Dado el éxito y la popularidad del proyecto, Saperstein contrató tantos jugadores que pudo armar dos planteles, uno para que girase por el oeste de Norteamérica y otro para que lo hiciese por el este. Entre los atletas más destacados del periodo sobresalen Bob Karstens y Goose Tatum: ambos -el primero con su inventiva y el segundo con su carisma- introdujeron nuevos elementos exhibicionistas y teatrales en los partidos, los que, junto con la gran habilidad para manipular el balón y la destreza para encestar, evolucionarían hasta convertirse en marcas de identidad de los Globetrotters.
Dos episodios se convertirían en grandes hitos de la historia del equipo: el primero fue la conquista del prestigioso World Professional Basketball Tournament el 22 de marzo de 1940, al vencer en la final del certamen a los Chicago Bruins, y el segundo fue el partido amistoso que disputaron el 19 de febrero de 1948 en Chicago contra los Minneapolis Lakers, el cual terminó con la derrota de la franquicia de la Basketball Association of America que contaba con los servicios de George Mikan, quien era considerado en la época como el mejor baloncestista del país.
En 1950 hicieron su debut en el Madison Square Garden de Nueva York, agotando las entradas disponibles. Sin embargo ese mismo año la NBA rompió las barreras raciales al incorporar por primera vez a sus franquicias a jugadores de raza negra, lo que implicó que los Globetrotters comenzarían a perder atractivo para los baloncestistas afrodescendientes que buscaban convertirse en profesionales.
Saperstein decidió focalizarse más en el espectáculo que podía brindar el equipo que en la competición en sí misma, por lo que en 1952 alentó a Red Klotz para que crease a los Washington Generals, un equipo cuya función sería la de antagonizar contra los Globetrotters pero permitiéndoles desarrollar sus rutinas cómicas y coreográficas sin interrupciones, para que así los jugadores pudieran lucirse ante los espectadores (de todos modos el equipo seguiría disputando partidos competitivos durante una década más antes de convertirse enteramente en un espectáculo). Asimismo las escenas humorísticas protagonizadas por la interacción de los jugadores y los árbitros se consolidaron en este periodo como otra de las marcas de identidad de los Globetrotters.
Fue también en la década de 1950 que el equipo incrementó la frecuencia de sus giras por fuera de los Estados Unidos, aprovechando el hecho de que el baloncesto había comenzado a aumentar su popularidad en todo el planeta y que el Departamento de Estado de los Estados Unidos los auspició buscando presentarlos ante el mundo como un ejemplo de superación del conflicto étnico en su país. De ese modo pudieron visitar, entre otros destinos, a la Unión Soviética, en un viaje que se volvería icónico para la organización: en 1959 jugaron nueve partidos en el Estadio Central Lenin de Moscú ante los San Francisco Chinese Basketeers, un equipo de sinoestadounidenses que ocupó el puesto de los Washington Generals; el evento fue usado por las autoridades soviéticas como propaganda para demostrar que los comunistas apoyaban a las minorías raciales en los Estados Unidos.
Durante algunos años los Globetrotters actuaron como espectáculo previo de los partidos de la NBA, ayudando a la liga a expandirse, pero la relación entre ambas organizaciones llegó a su fin en 1961 cuando Saperstein promovió la creación de la American Basketball League.

### Era Gillett: 1967-1976

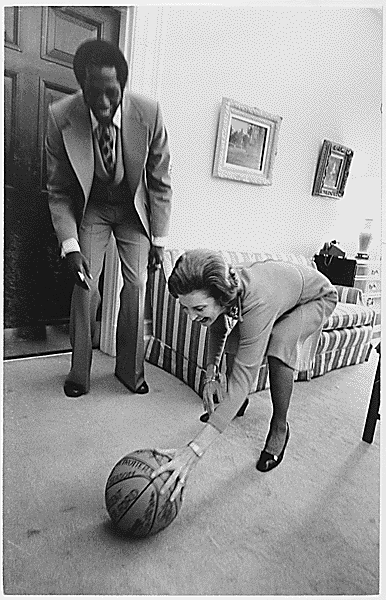
Meadowlark Lemon entregándole un balón firmado por el equipo a la primera dama Betty Ford, en 1974.

Saperstein falleció en 1966, por lo que los Globetrotters pasaron a manos de sus herederos. Para la época el equipo estaba al borde de la desaparición, debido a que ya no gozaban de la misma fama que habían gozado en época anteriores, opacados ahora por el creciente éxito de la NBA y viéndose obligados a competir contra escuadras formadas por exjugadores que montaban espectáculos muy similares al suyo. En ese contexto, en junio de 1967 los propietarios de la organización optaron por venderle la marca a un grupo de empresarios encabezado por George N. Gillett Jr., quien había sido uno de los dueños de los Miami Dolphins.
Gillett se ocupó de modernizar la administración de la organización con el objetivo de relanzar el producto. Invirtió mucho dinero en publicidad en los medios masivos de comunicación, llegando a financiar dibujos animados y programas infantiles de variedades con el propósito de generar nuevas audiencias. También procuró reconstruir el legado de los Globetrotters para recuperar viejos espectadores, por lo que Meadowlark Lemon pasó a convertirse en una figura central del equipo y Marques Haynes se reincorporó tras muchos años de ausencia.
La nueva estrategia de negocios probó ser eficiente, pero no le sirvió para evitar el permanente criticismo que emergió de la comunidad afroestadounidense, especialmente de aquellos que militaban en las izquierdas radicales. La principal acusación proveniente de ese sector era que la bufonería de los jugadores sólo servía para entrentener a los blancos, pero no para generar respeto hacia los negros y promover la igualdad.

### Era Metromedia: 1976-1986
Los Globetrotters fueron vendidos en 1976 a Metromedia, una corporación que venía manifestado su interés por adquirir al equipo desde hacía una década. Los nuevos propietarios también promovieron el perfil mediático del equipo, financiando nuevos dibujos animados y produciendo una película para televisión junto con el elenco de La isla de Gilligan.
Con el propósito tanto de revitalizar a su producto como de obtener mayor rentabilidad general, los directivos de Metromedia se ocuparon de jubilar a los jugadores más veteranos como Meadowlark Lemon y Curly Neal, y promovieron a jóvenes como Louis Dunbar en su lugar.
Earl Duryea, un hombre proveniente del ámbito circense, fue designado como responsable del equipo a comienzos de 1985. Su misión era la de renovar el espectáculo. Para ello experimentó con el uso de distintos tipos de utilería con el fin de hacer a las rutinas cómicas más complejas y promovió que la acción durante el juego fuera más dinámica, con muchos pases de fantasía y mates. Empero lo que les resultó más exitoso para generar interés en torno al equipo fue la incorporación de Lynette Woodard en octubre de 1985. Esa ruptura de las barreras de género en el ámbito deportivo tuvo mucha repercusión a nivel nacional, por lo que hasta 1993 al menos ocho mujeres más se unirían a los Globetrotters.

### Era International Broadcasting Company: 1986-1993
En diciembre de 1986 los Globetrotters fueron comprados por la empresa International Broadcasting Company. Aunque los nuevos propietarios del equipo se esforzaron por ganar seguidores enfatizando la comicidad y explotando la amplia historia de la organización -en 1989 hasta lanzaron la cinta de video 6 Decades of Magic, narrada por Louis Gossett, Jr.-, no pudieron evitar el declive de su popularidad. 
International Broadcasting Company se vio envuelta en serios problemas financieros en agosto de 1991, por lo que el banco NatWest, su principal acreedor, confiscó sus activos, entre los que se encontraban los Globetrotters. A causa de ello su presupuesto fue drásticamente recortado, por lo que varias giras programadas por fuera de Estados Unidos debieron ser canceladas.
Los intentos por innovar el acto clásico sólo generaron malestar entre su público, ya que, por ejemplo, en octubre de 1992 cambiaron sus tradicionales uniformes por un enterizo de licra que fue ampliamente criticado por los espectadores. Asimismo implementaron un tipo de humor más grosero, que contrastaba notablemente con la orientación family-friendly que caracterizaba el espectáculo.

### Era Jackson: 1993-2005
Aunque NatWest había recibido varias ofertas por los Globetrotters (incluyendo una de los herederos de Saperstein), finalmente transfirieron el producto a Mannie Jackson en junio de 1993. Jackson pasó a convertirse así en el primer exjugador del equipo en desempeñarse como propietario del mismo. Su plan original consistía en retirar el espectáculo para ahorrar salarios y otros gastos, y explotar la marca de diversas maneras a través de la creación de un museo de la organización, la producción de una película sobre el legado del equipo y la venta de merchandising.
De todos modos, tras realizar un estudio de mercado, Jackson entendió que se podía revitalizar el producto haciendo los cambios necesarios para volverlo más atractivo ante las audiencias contemporáneas. Por ello ordenó minimizar las rutinas cómicas y refocalizar el espectáculo en el aspecto deportivo. Además contrató nuevos jugadores y los instruyó para que interactuaran positivamente con el público antes, durante y después de cada partido. Fue en esta época en la que surgió Globie, la mascota oficial del equipo pensada para entusiasmar al público infantil. De esa manera la organización pasó a involucrarse permanentemente en causas benéficas e incluso lograron el apoyo de líderes globales como Nelson Mandela, Juan Pablo II y Jesse Jackson, a quienes nombraron como miembros honorarios.
En septiembre de 1995 los Globetrotters volvieron a competir oficialmente para demostrarle al público que eran un equipo de baloncesto legítimo y no meramente un espectáculo bufonesco. Para ello organizaron una gira por Europa en la que se enfrentaron a los Kareem Abdul-Jabbar All-Stars, una escuadra liderada por la exsuperestrella de los Milwaukee Bucks y Los Angeles Lakers que contaba con una plantilla de jugadores retirados y activos. Durante el verano de 1997 se enfrentaron en una serie de partidos ante los College All-Stars, un combinado de jugadores destacados del circuito del baloncesto universitario estadounidense (en esa oportunidad contaron entre sus filas con los servicios de Magic Johnson).
En 1998 ganaron la prestigiosa «Summer Pro League» de Los Angeles, aunque ese año no estuvieron presentes los jugadores de la NBA que habitualmente participaban del evento debido a un cierre patronal. Pero fue a partir de 2000 que el equipo terminó de recuperar su reputación de rival legítimo cuando empezó a enfrentar regularmente a los equipos de baloncesto de diversas universidades enroladas en las distintas divisiones de la NCAA. Ello permitió que cadenas de televisión como ESPN se interesaran en transmitir sus partidos.  
Los encuentros contra los Washington Generals continuaron siendo su principal atracción, pero durante este periodo el clásico rival fue rebautizado como los New York Nationals para despegarse de su historial negativo relacionado apenas con la comedia y mostrarse como un equipo más competitivo. 
Por otro lado el apoyo de numerosos patrocinadores le permitieron aumentar su presupuesto y contratar a jugadores con pasado en la NBA. Uno de esos patrocinadores fue The Walt Disney Company, que impulsó la idea que el equipo exhibiera su talento como un evento regular en el Disney's Wide World of Sports Complex. Otro de esos patrocinadores fue la empresa FUBU, la cual se especializa en crear y vender indumentaria orientada a la cultura hip hop, lo que derivó en que los Globetrotters fuesen reexaminados por la comunidad afroestadounidense y pudiesen deshacerse de la imagen negativa y poco seria que usualmente se tenía de ellos.
Para honrar la historia y el legado de los Globetrotters, Jackson creó el «Anillo de las Leyendas», el equivalente a un salón de la fama de la organización. De esa manera diversas viejas glorias del equipo pudieron ser homenajeados en vida, motivando a otras instituciones para que reconocieran el aporte al baloncesto que realizaron aquellos deportistas a lo largo del siglo XX.
El equipo fue incluido en el Salón de la Fama del Baloncesto en 2002.

### Era Shamrock Holdings: 2005-2013

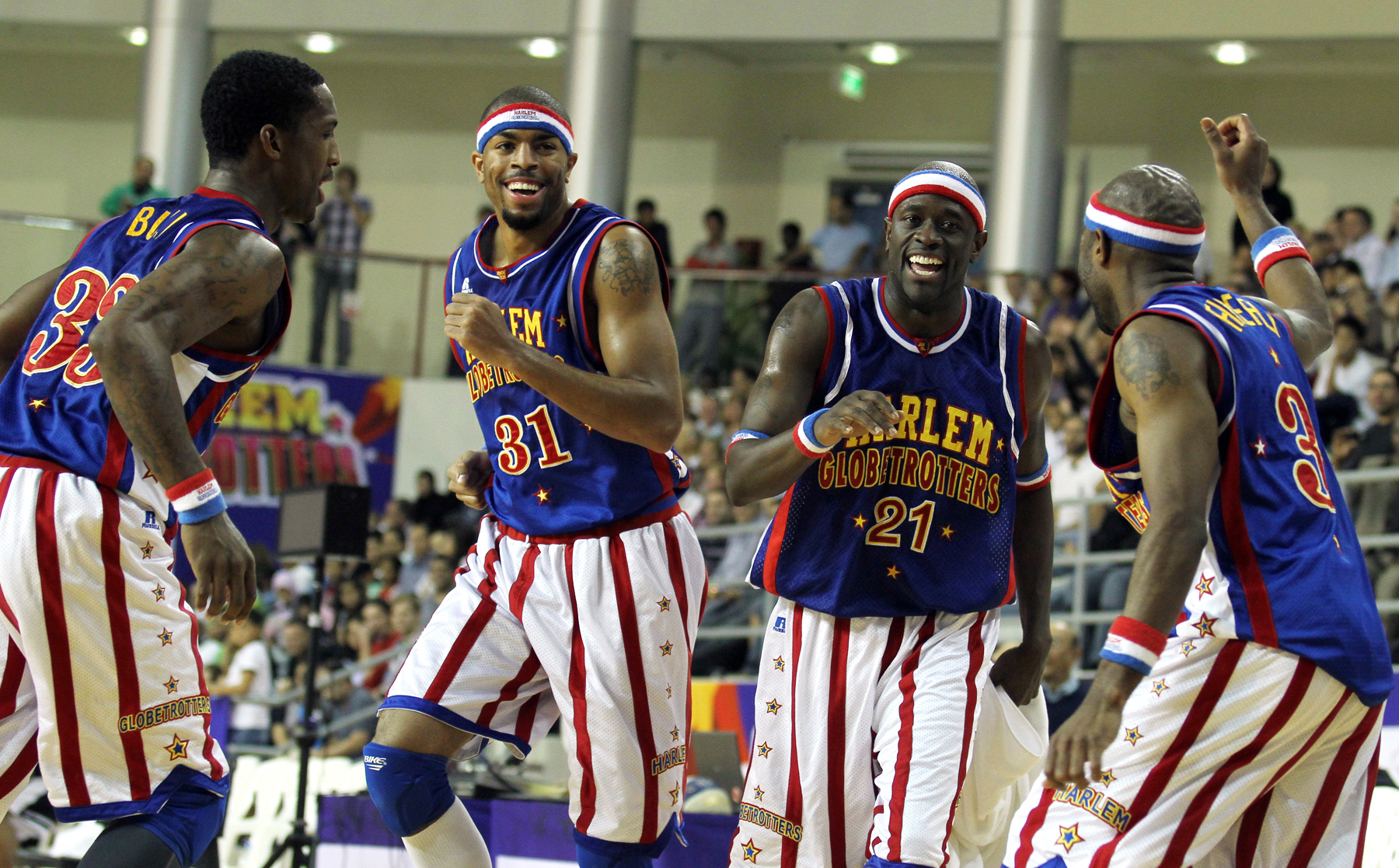
Los Harlem Globetrotters en Doha.

En septiembre de 2005 el fondo de inversión Shamrock Holdings -vinculado a Roy E. Disney- adquirió el 80% de los Globetrotters, pasando así a ser los principales propietarios de la organización.
Durante este periodo los New York Nationals fueron reestructurados para reconvertirse en los Washington Generals, aunque también adoptarían nombres alternativos como International Elite, Global Select y World All-Stars. 
También durante este periodo se implementó el draft de los Globetrotters como un instrumento publicitario destinado a anunciar a los nuevos jugadores que se sumarían al equipo y a homenajear a deportistas sobresalientes en sus respectivo ámbitos. De este modo personalidades como Lionel Messi, Mariano Rivera y Usain Bolt pasaron a gozar de la posibilidad de jugar con el equipo.
En 2010 el equipo intentó innovar el deporte del baloncesto al disputar sus partidos con la posibilidad de efectuar un tiro de campo que valiese cuatro puntos.
En 2011 volvieron a incorporar mujeres a su plantel, tras sumar a Fatima Maddox, exjugadora de los Temple Owls.

### Era Herschend Family Entertainment: 2013-presente

Camiseta Harlem Globetrotters frente

Shamrock Holdings vendió a los Globetrotters a Herschend Family Entertainment en octubre de 2013. Los nuevos dueños del equipo son una empresa dedicada a la administración de parques temáticos y parques acuáticos.
En 2015, tras cumplirse el primer aniversario del fallecimiento de Red Klotz, se anunció que los Washington Generals ya no enfrentarían a los Harlem Globetrotters. A causa de ello durante los siguientes dos años el rival de la franquicia jugó bajo el nombre de World All-Stars. Sin embargo Herschend Family Entertainment adquirió los derechos para usar la marca Washington Generals en 2017, por lo que el equipo fue relanzado oficialmente y reincorporado a las giras de los Globetrotters.
Algo característico de esta nueva versión de los Globetrotters es el incremento de la presencia de la marca en redes sociales, buscando crear contenido audiovisual para convertirlo en un fenómeno viral. Varias de esas producciones fueron certificadas como récords mundiales Guiness.

## Muchas victorias y pocas derrotas
La mayoría de sus partidos han sido contra sus dos clásicos rivales, los Washington Generals que fueron sus rivales entre 1953 y 1995, y los New York Nationals, rivales desde 1995 hasta la actualidad. Dicho equipo siempre juega en serio, mientras que los Globetrotters realizan tiros de larga distancia, volcadas, acrobacias y tretas.
Tras perder con los Washington Generals en 1962, los Harlem Globettroters sólo perdieron dos partidos en los siguientes 38 años (jugaron 12.596 partidos en ese tiempo).
Los Globetrotters disputaron dos partidos de exhibición en el Estadio Centenario de Montevideo (Uruguay) en 1951, enfrentándose a los equipos profesionales Peñarol y Sporting Club Uruguay. En el segundo encuentro, los locales se empeñaron en ganar a toda costa, aunque los Globetrotters finalmente ganaron 44 a 38.
En agosto de 2015 los Generals anunciaron que dejaban su puesto de sparring tras más de 60 años acompañando al equipo en sus giras pero en la gira 2018 han vuelto a disputar partidos contra los globetrotters.

## En la cultura popular
Los Harlem Globetrotters protagonizaron su propia serie de animación en los años 70, creada por Hannah-Barbera.
El equipo aparece en uniforme en varios episodios de la ciencia ficción paródica Futurama.  Los jugadores en esta version del equipo, cuyos nombres son ficticios, todavía juegan al basquetbol, pero además son astrofísicos, colaborando en resolver todo tipo de crisis del tiempo y espacio tan típicos de dicha serie.

## Números retirados

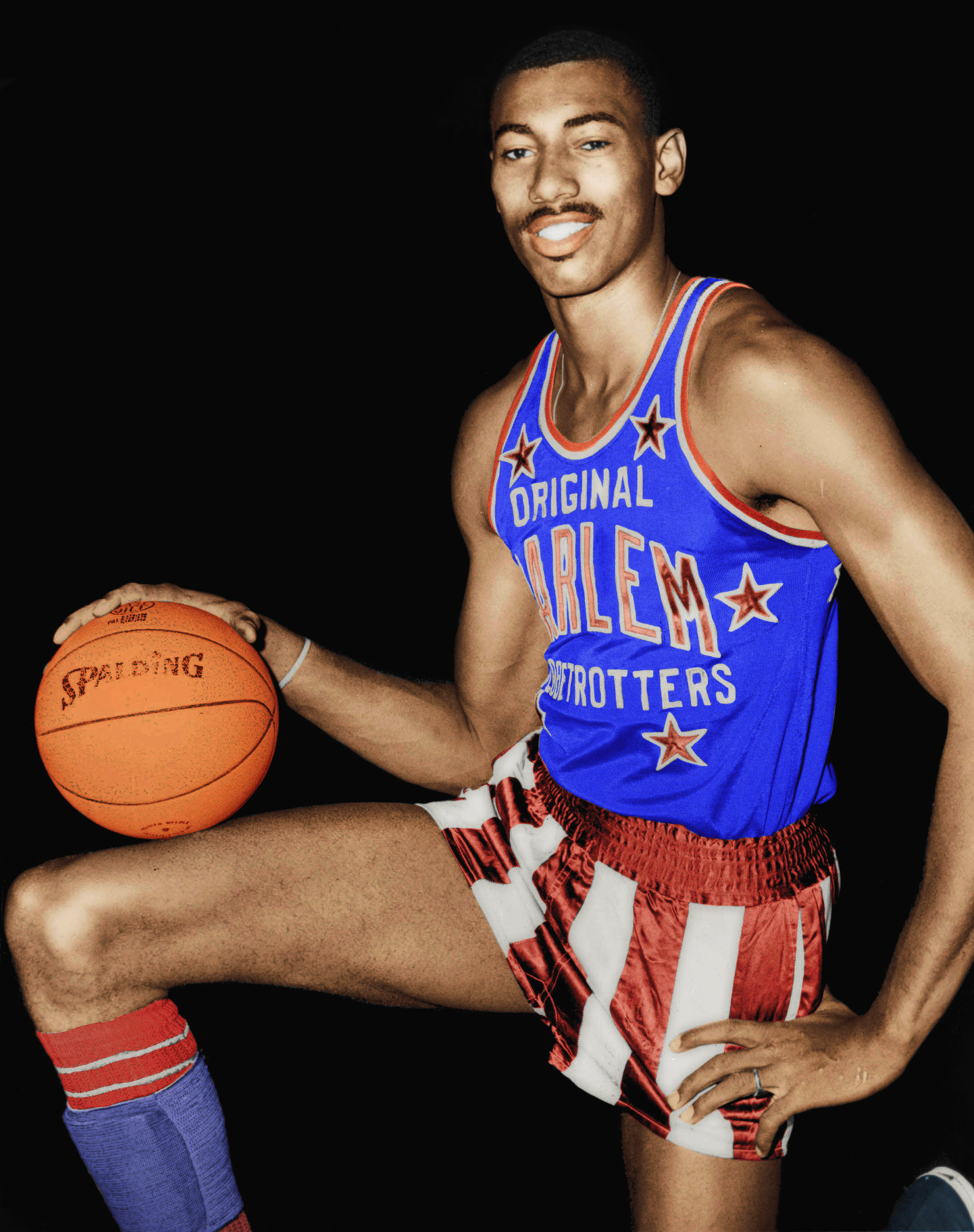
Wilt Chamberlain fue el primer Globetrotter a quien se le retiró su número (13), en el 2000.

Los Globetrotters han retirado hasta el momento 6 números, los cuales se detallan:
| Números retirados de los Harlem Globetrotters |                   |             |                       |
| N.º                                           | Jugador           | Período     | Retiro del Número     |
| 13                                            | Wilt Chamberlain  | 1958-1959   | 9 de marzo de 2000    |
| 20                                            | Marques Haynes    | 1947-1953   | 5 de enero de 2001    |
| 36                                            | Meadowlark Lemon  | 1954-1979   | 5 de enero de 2001    |
| 50                                            | Goose Tatum       | 1941-1955   | 8 de febrero de 2002  |
| 22                                            | Fred "Curly" Neal | 1963-1985   | 15 de febrero de 2008 |
| 3                                             | Red Klotz         | (No jugó) 1 | 13 de marzo de 2011   |

Notas:
- 1 El primer no-Globetrotter a quien se le retiró el número fue Red Klotz, fundador, dueño y jugador de los Washington Generals, equipo contrapunto de los Globetrotters durante largo tiempo. Él utilizaba el n.º 3 durante su etapa de jugador en los Generals y también durante la etapa colegial en Philadelphia.[52][53]